# 前田重靖
前田重靖（日语：／ Maeda Shigenobu，1735年12月31日—1753年10月25日），加賀藩第八代藩主。第五代藩主前田吉德的五子，母親是側室善良院 (於縫之方‧奧泉氏）。幼名嘉三郎。初名利見。他是第六代藩主前田宗辰和第七代藩主前田重熙的異母弟弟。未婚妻是德川宗直之女賢姫。
在寶曆三年（1753年）5月18日，異母兄長前田重熙逝世，他以「末期養子」形式就任第八代藩主。官位是正四位下加賀守左近卫权少将。同年7月28日，他獲得許可初次以藩主的身份歸國。但可惜在9月便病死在金澤，享年17歲。在10月5日加賀藩正式向外發表喪告。藩主之位由異母弟前田重教繼承。

## 家系
- 父：前田吉德
- 母：善良院 (於縫之方‧奧泉氏）
- 未婚妻︰徳川宗直之女賢姫